# 气壮山河
《气壮山河》（英語：Cavalcade，或称《乱世春秋》）是一部20世纪福克斯公司拍摄的上映于1933年的电影，赢得了第6届奥斯卡最佳影片、最佳导演和最佳艺术指导奖。这是一部根据戏剧改编而来的电影，它是前6届奥斯卡最佳影片中第3部涉及反战题材的，这也从侧面反映出一战对欧美世界带来的影响。虽然本片是改编自舞台剧，甚至还保留许多对白，但实际上导演对本片的贡献也不可忽视，在他的努力下本片看起来就像是一部原创的电影。

## 情节
本片讲述的是两个不同阶层的英国家庭的故事，时间跨度从1899年一直到1932年。贵族出身的罗伯特和他的男仆共同参与了第二次布尔战争，两人都活着回来，罗伯特得到了骑士称号，而他的男仆则成为了一家酒吧的主人。几年之后，他的儿子乘坐泰坦尼克号前往美国，结果发生海难。之后又爆发了第一次世界大战，罗伯特的小儿子在战争中丧生。